# Francisco Sarno
Francisco José Sarno Matarazzo (Niterói, 5 de novembro de 1924 — São Paulo, 17 de janeiro de 2010) foi um futebolista e treinador brasileiro.
É pai da jornalista Maria José Sarno.

## Biografia

### Jogador
Sarno, como ficou conhecido quando era jogador de futebol, nasceu na quarta-feira, dia 5 de novembro de 1924, na cidade fluminense de Niterói e começou sua carreira jogando no Botafogo carioca na década de 1940. Zagueiro de ofício, Sarno defendeu, além do Botafogo, o Palmeiras, o Vasco, o Santos e o Jabaquara Atlético Clube, último time que atuou como zagueiro e primeiro clube que trabalhou como técnico.
Atuou no Palmeiras entre 1949 e 1954 e conquistou títulos importantes, como a Copa Rio de 1951, Taça Cidade de São Paulo de 1950, Paulista de 1950, Rio-SP de 1951 e Taça Cidade de São Paulo de 1951, além de troféus internacionais como o Troféu Malmoe, Troféu México e a Taça Presidente da Costa Rica. Com a camisa palmeirense, foram 148 jogos e 4 gols marcados.

### Treinador
Em sua nova posição, no banco de reservas e atuando como técnico, foi conhecido como Francisco Sarno e trabalhou, além do Jabaquara, no Corinthians, Ponte Preta, Noroeste, Guarani, Coritiba, Atlético Paranaense, entre outros e também dirigiu times na Colômbia.
Na Ponte Preta, participou da decisão do Campeonato Paulista da Segunda Divisão de 1964, quando a Macaca perdeu em casa para a Portuguesa Santista e adiou o acesso ao Paulistão.
Pelo Coritiba, foi Bicampeão Parananese em 68 e 69, foi o técnico na excursão internacional de 1969 e Campeão do Torneio Internacional de Verão de 1968. Comandou o Verdão em 61 jogos oficiais, teve 31 vitórias, 19 empates e apenas 11 derrotas.
Dirigiu o Corinthians entre 1971 e 1972 em 28 jogos, obtendo dez vitórias, dez empates e oito derrotas.
Sarno dirigiu o Athlético no Brasileirão de 1973, o primeiro que o Furacão disputou, tendo uma passagem curta pelo clube. Foi seu último trabalho em uma equipe de expressão.

### Conquistas

#### Jogador
Palmeiras
- Campeonato Paulista: 1950

- Torneio Rio-São Paulo: 1951

- Copa Rio: 1951

#### Treinador
Coritiba
- Campeonato Paranaense: 1968 e 1969[2]

### Polêmica
Sarno, por um breve período, foi comentarista esportivo na Radio Tupi de São Paulo em meados da década de 1960, porém, não foi em palavras ditas aos ouvintes da rádio que o ex-zagueiro causou uma grande polêmica em 1965 e sim ao escrever e lançar, neste ano, o livro “Futebol, a Dança do Diabo” aonde relata os bastidores e o submundo da bola.

### Morte
Francisco Sarno sofria em seus últimos anos do mal de Alzheimer e em decorrência dele morreu aos 85 anos e 2 meses.